# شوجي وأكيميتس
شوجي وأكيميتس (باليابانية: 秋満 勝二) (7 مايو 1977 في أويتا في اليابان – )؛ هو لاعب كرة قدم سابق كان يلعب كلاعب وسط.